# فرودگاه بلیرزتاون
فرودگاه بلیرزتاون (به انگلیسی: Blairstown Airport) یک فرودگاه همگانی- بهره‌برداری هوایی است که یک باند فرود آسفالت دارد و طول باند آن ۹۴۵ متر است. این فرودگاه در کشور ایالات متحده آمریکا قرار دارد و در ارتفاع ۱۱۳ متری از سطح دریا واقع شده‌است.